# Hartmut Gabler
Hartmut Gabler (* 27. Februar 1940 in Stuttgart) ist ein deutscher Sportpsychologe, Sportwissenschaftler und Hochschullehrer.

## Leben
Gabler studierte zunächst an der Universität Tübingen und schloss sein Sportstudium dann 1963 an der Deutschen Sporthochschule in Köln ab. Von 1963 bis 1968 absolvierte er an den Universitäten Tübingen und Köln ein Zweitstudium im Fach Psychologie, 1971 erlangte er in Tübingen den Doktorgrad im Fach Psychologie. Ab 1972 wirkte Gabler am Tübinger Institut für Sportwissenschaft als geschäftsführender Direktor. 1976 schloss er in Tübingen seine Habilitation ab (diese wurde mit der Carl-Diem-Plakette des Deutschen Sportbundes ausgezeichnet) und trat 1977 am Institut für Sportwissenschaft der Universität Tübingen eine Professur mit dem Schwerpunkt Sportpsychologie an. In zwei zweijährigen Amtszeiten war Gabler Dekan der Tübinger Fakultät für Sozial- und Verhaltenswissenschaft, von 1997 bis 1999 war er Prorektor der Universität Tübingen. 2005 ging er in den Ruhestand.
Zusammen mit Jürgen Nitsch und Roland Singer brachte er das Buch „Einführung in die Sportpsychologie“ heraus, das Werk wird als „Standardlehrbuch der deutschsprachigen Sportpsychologie“ eingeordnet.
Zu den Schwerpunkten Gablers wissenschaftlicher Tätigkeit zählten die Bereiche „Leistungsmotivation im Hochleistungssport“, „Motivationale Grundlagen extremen Sporttreibens“, „Motivation zu fairem Handeln“, „Aggressive Handlungen von Sportlern und Zuschauern“, „Lebensverläufe und Biographien von Hochleistungs- und von Extremsportlern“ und „Psychologisches Training“. Die Sportart Tennis stand bei mehreren von Gablers Arbeiten im Vordergrund, er beschäftigte sich in diesem Zusammenhang unter anderem mit technischen Aspekten, der Kondition, der Talentsuche und -förderung, der Entwicklung auf Verbands- und Vereinsebene, der Fairness und psychologischem Training.
Gabler war von 1989 bis 1997 Vizepräsident des Deutschen Tennis Bundes (DTB) und in diesem Amt für die Bereiche Lehre und Ausbildung, Schultennis, Strukturfragen und Frauen zuständig. Er veröffentlichte unter anderem mehrere Tennis-Lehrbücher, darunter „Tennis – lehren und lernen mit Bildreihen“ (1979, gemeinsam mit Richard Schrade), das „Lehrbuch Tennis“ (zusammen mit Jock Reetz und Rüdiger Bornemann) und wirkte an der Zusammenstellung des Tennis-Lehrplan des Deutschen Tennis Bundes mit. 2018 wurde Gabler die Goldene Ehrennadel der Arbeitsgemeinschaft für Sportpsychologie in Deutschland (ASP) verliehen. 1969 hatte er an der Gründungsversammlung der ASP teilgenommen, zwischen 1970 und 1975 gehörte er zum Vorstand der Interessenvereinigung. Ihm wird zugeschrieben, „die Entwicklung der Sportpsychologie in Deutschland entscheidend“ mitgeprägt zu haben.
Zu seinen ehemaligen Doktoranden zählen unter anderem der Sportwissenschaftler Achim Conzelmann und der Wirtschafts- und Sozialwissenschaftler Michael Nagel.

## Veröffentlichungen (Auswahl)
- Leistungsmotivation im Hochleistungssport (= Reihe Sportwissenschaft, Bd. 1). Hofmann, Schorndorf 1972 (= Dissertation Universität Tübingen) (3. Aufl. 1981, ISBN 3-7780-6503-3).
- Aggressive Handlungen im Sport. Ein Beitrag zur theoretischen und empirischen Aggressionsforschung (= Reihe Sportwissenschaft, Bd. 3). Hofmann, Schorndorf 1976, ISBN 3-7780-6521-1 (2. Aufl. 1987).
- (Hrsg.): Schulsportmodelle in Theorie und Praxis (= Reihe Sportwissenschaft, Bd. 5). Hofmann, Schorndorf 1976, ISBN 3-7780-6541-6.
- (Mithrsg.): Praxis der Psychologie im Leistungssport (= Trainerbibliothek, Bd. 19). Verlag Bartels & Wernitz KG, Berlin 1979, ISBN 3-87039-972-4.
- Tennis. Unterrichtsmaterialien zur Sportlehrerausbildung für den schulischen und außerschulischen Bereich (= Texte zur Theorie der Sportarten, Bd. 5). Hofmann, Schorndorf 1982, ISBN 3-7780-7221-8.
- (Hrsg.): Psychologische Diagnostik und Beratung im Leistungssport. Deutscher Sportbund, Frankfurt/M. 1985, ISBN 3-89152-400-5.
- (Mitautor): Einführung in die Sportpsychologie. Zwei Bände. Hofmann, Schorndorf 1986–1993 (spätere Neuauflagen).
- (mit Achim Conzelmann u. Siegfried Nagel): Hochleistungssport – persönlicher Gewinn oder Verlust? Lebensläufe von Olympioniken (= Sport in der heutigen Zeit, Bd. 1). Attempto, Tübingen 1991, ISBN 3-89308-331-6.
- Motive im Sport. Motivationspsychologische Analysen und empirische Studien (= Reihe Sportwissenschaft, Bd. 31). Hofmann, Schorndorf 2002, ISBN 3-7780-6801-6.
- (mit Achim Conzelmann u. Siegfried Nagel): Sportvereine. Auslaufmodell oder Hoffnungsträger? (= Sport in der heutigen Zeit, Bd. 4). Attempto, Tübingen 2004, ISBN 3-89308-373-1.
- (Red.): 175 Jahre Turn- und Sportgemeinde Tübingen 1845 e.V. Gulde, Tübingen 2020.